# معهد الفلسفة (الأكاديمية الروسية للعلوم)
معهد الفلسفة التابع للأكاديمية الروسية للعوم يتبع بشكل مباشر للمؤسسة البحثية المركزية في روسيا ، ويهتم المعهد بالبحوث العلمية التي تُعنى في المجالات الفلسفية.
يٌعتبر معهد الفلسفة في موسكو أحد الفروع التابعة للجامعة الأكاديمية الحكومية للعلوم الإنسانية في موسكو